# Bjeljavina
Bjeljavina (Ponir planina) je planina 4km južno od centra Banje Luke, neposredno iznad grada. Planina se pruža u smjeru sjeverozapad-jugoistok u dužini od oko 15 km između desne obale Vrbasa i lijeve obale Vrbanje i naselja Čelinca, Banje Luke i Karanovca. Poznata banjalučka izletišta Banj Brdo (nekadašnji Šehitluci), Trešnjik, Zmajevac, Ponir i Starčevica su obronci planine Bjeljavine.
Najviši vrh Lipovac (748m) nalazi se iznad Čelinca. Ostali vrhovi su Bjeljevine (735m), Jovin Vis (710m), Kajbakovac (672m), Kozarevac (606m) i Veliki Ponir (589m).
Sjeverne strane ove planine su dosta strme, dok vršna oblast i južni obronci planine imaju znatno blaži reljef. Šumska vegetacija je uglavnom listopadna, pretežno bukova šuma u klancima i na sjevernim stranama, te hrastovo-grabova šuma na hrbatima i po vrhovima, a ima i zasada crnogorice. Na planini ima dosta i proplanaka i livadskih oblasti. Iako se planina nalazi u neposrednoj blizini grada, postoje veoma nepristupačni predjeli, kao i dijelovi skoro netaknute divljine u okviru Bjeljavine. Takav teren, uz prisustvo nekoliko planinskih izvora čiste vode, čini Bjeljavinu atraktivnim izletištem, kako za same Banjalučane, tako i za turiste.